# Jalkapallon suomenmestaruuskilpailut 1912
Pátý ročník Jalkapallon suomenmestaruuskilpailut 1912 (Finského fotbalového mistrovství) se konal od 28. září do 20. října 1912.
Turnaje se zúčastnilo pět klubů. Vítězem turnaje se stal obhájce minulého ročníku HJK, který porazil ve finále IFK Helsinky 7:1 a získal tak druhý titul.